# Supercúmul Perseu-Peixos
El Supercúmul Perseu-Peixos (SCL 40) és una de les estructures més grans conegudes en l'univers. Fins i tot a una distància de 250 milions d'anys llum, aquesta cadena de cúmul de galàxies s'estén més de 40° a través del cel d'hivern boreal. En la constel·lació de Perseu i la constel·lació de Peixos el supercúmul és una de les dues concentracions dominants de galàxies en l'univers proper (dins de l'esfera de 300 milions d'anys llum), que se situa al llarg del plànol de la Via Làctia. Aquest supercúmul també limita amb un buit important, el Buit de Taure. És part integrant de la Cadena Perseu-Pegàs, una de les 5 parts del Complex de Supercúmuls Peixos-Balena.
Els principals cúmuls del supercúmul de Perseu-Peixos són el Abell 262, Abell 347 i Abell 246.